# Børge Johan Schultz
Børge Johan Schultz (24. července 1764, Ringsaker – 18. srpna 1826, farma Breili, Østre Toten) byl norský státní úředník a grónský královský inspektor.

## Život
Børge Johan Schultz byl synem majora Christophera Jørgena Schultze (1725–1773) a Johanne Crantz Eegové (1739–1824). Schultz pocházel z norské střední třídy a byl vzdělán doma. Poté pracoval v norských správních úřadech a v roce 1788 dokončil studium práv na Kodaňské univerzitě. V roce 1790 byl jmenován inspektorem Severního Grónska, kde vystřídal Jense Clausena Willeho.
Jeho předchůdce zanechal kolonii v dezolátním stavu kvůli své poněkud zasněné povaze a Schultz chtěl obnovit časy svého předchůdce a prvního inspektora Johana Friedricha Schwabeho, který kolonii vedl ještě do roku 1786. Během jeho působení se však vyskytly velké problémy, protože rybářské revíry se vyprázdnily a Anglie v nich také nadměrně lovila, takže v Grónsku vypukl hladomor a spor o mzdy, který se však Schultzovi podařilo vyřešit. Stejně jako Schwabe se zajímal o blaho Gróňanů, a proto umožnil chirurgovi Theodoru Christianu Eulnerovi, který byl placen ze Schwabeho fondu pomoci, pracovat v Grónsku.
Během svého funkčního období také inicioval změnu, která uvolnila grónský zákon o manželství, takže Evropané nyní mohli uzavírat sňatky i s Inuity. V roce 1796 požádal o odvolání z úřadu, které bylo následujícího roku přijato. Jeho nástupcem se stal Claus Bendeke, který předtím působil v jižním Grónsku a jehož úřad převzal Niels Rosing Bull. V roce 1800 byl po tříleté povinné přestávce jmenován soudním vykonavatelem v Østre Toten, Vandal a Biri. Po odchodu do důchodu v roce 1825 zůstal v Østre Toten, kde následujícího roku zemřel.